# Frottoir
Un frottoir, ou vest-frottoir, est un terme en Français louisianais pour désigner un instrument à percussion traditionnel de la musique zydeco connu sous le nom de planche à laver.

## Description
Le frottoir est une variété de « planche à laver » portée comme un gilet ou une veste devant soi comme un plastron. Il est généralement fabriqué artisanalement. L'aluminium est souvent la matière première de sa fabrication. On lui donne une forme ondulée et pressée. Il est ensuite porté sur les épaules.
Le frottoir se joue comme un instrument rythmique en caressant de haut en bas et vice-versa, l'instrument avec des décapsuleurs ou des cuillères.
Clifton Chenier fut le premier à jouer du frottoir lors des concerts de musique zydéco. C'est un ami au frère Chenier, Willie Landry, métallurgiste, qui conçut dans les années 1940, pendant la Seconde Guerre mondiale, cette planche à laver portable directement autour du cou sans utilisation de cordes pour suspendre les traditionnelles planches à laver.

## Exemples de frottoirs cajuns

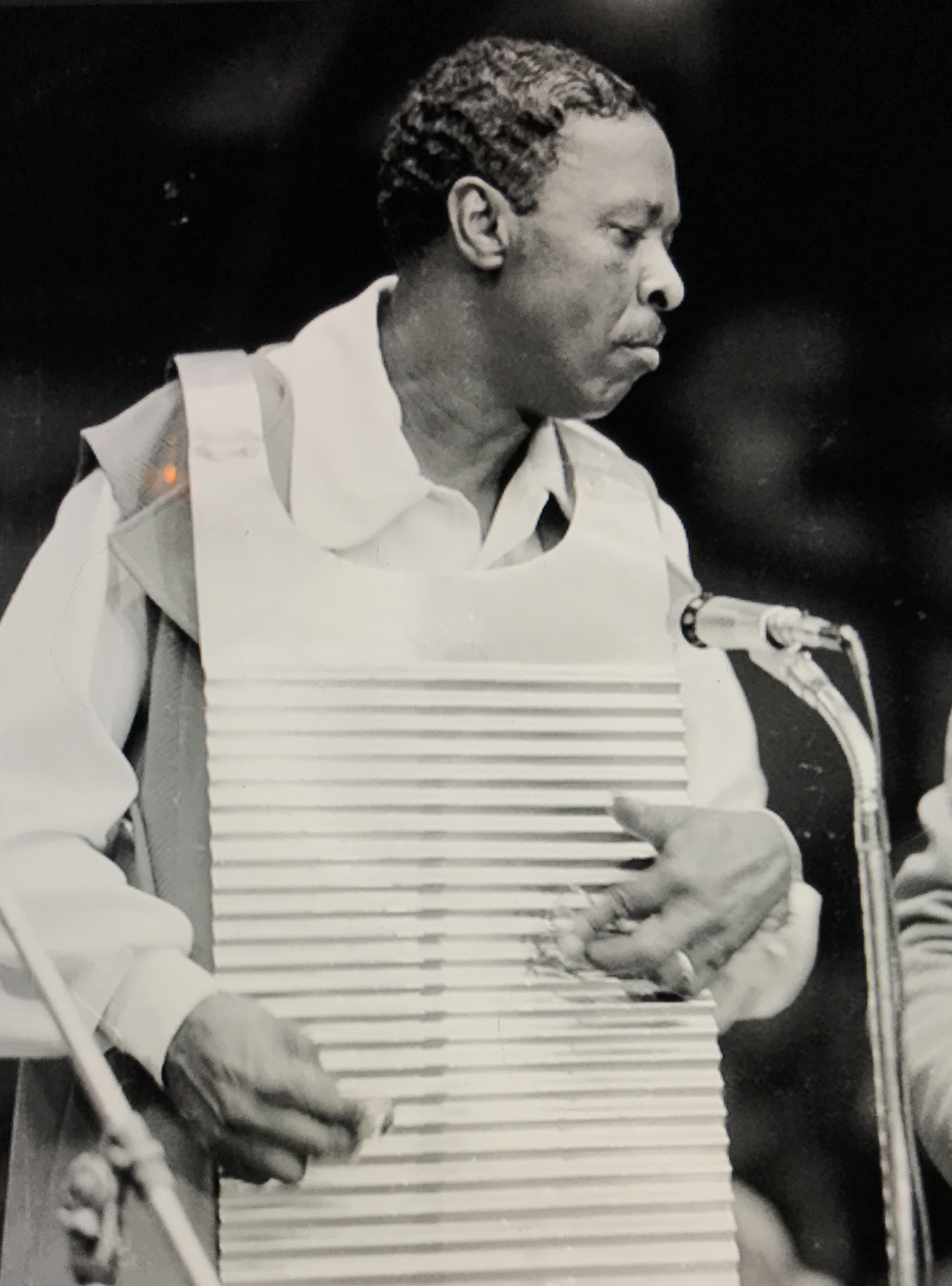
Cleveland Chenier.
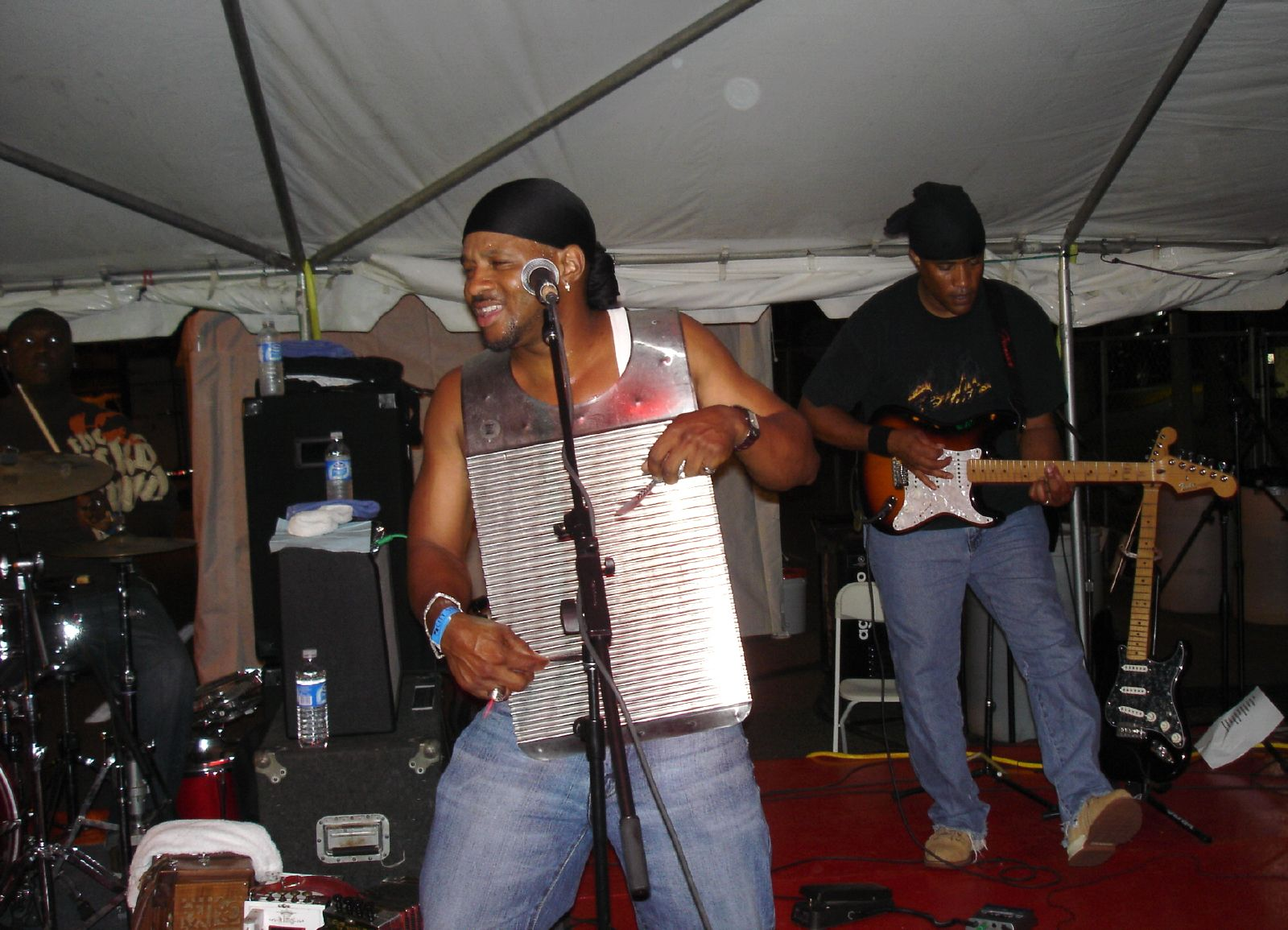
Joueur de frottoir.
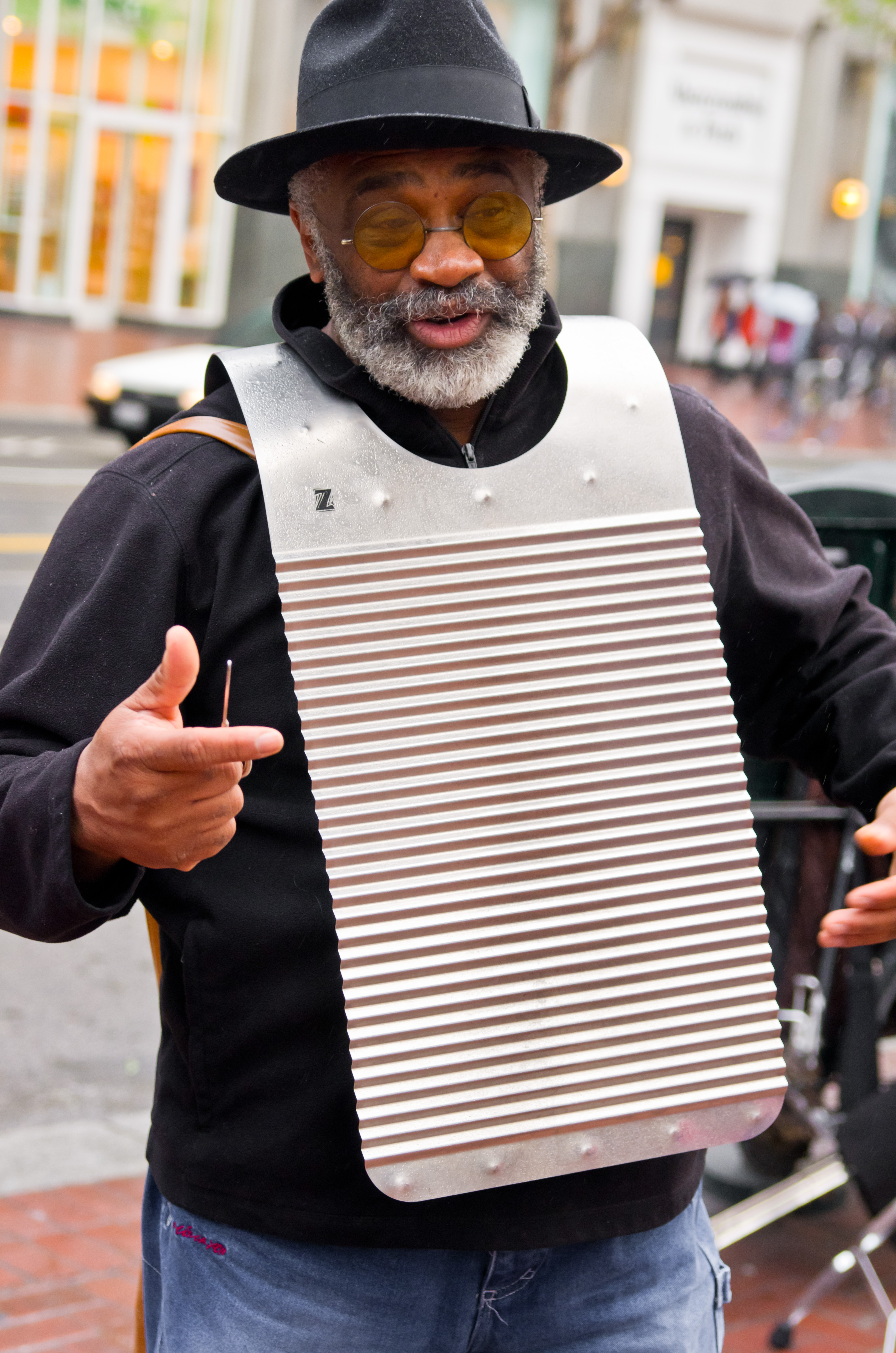
Gros plan sur un frottoir.
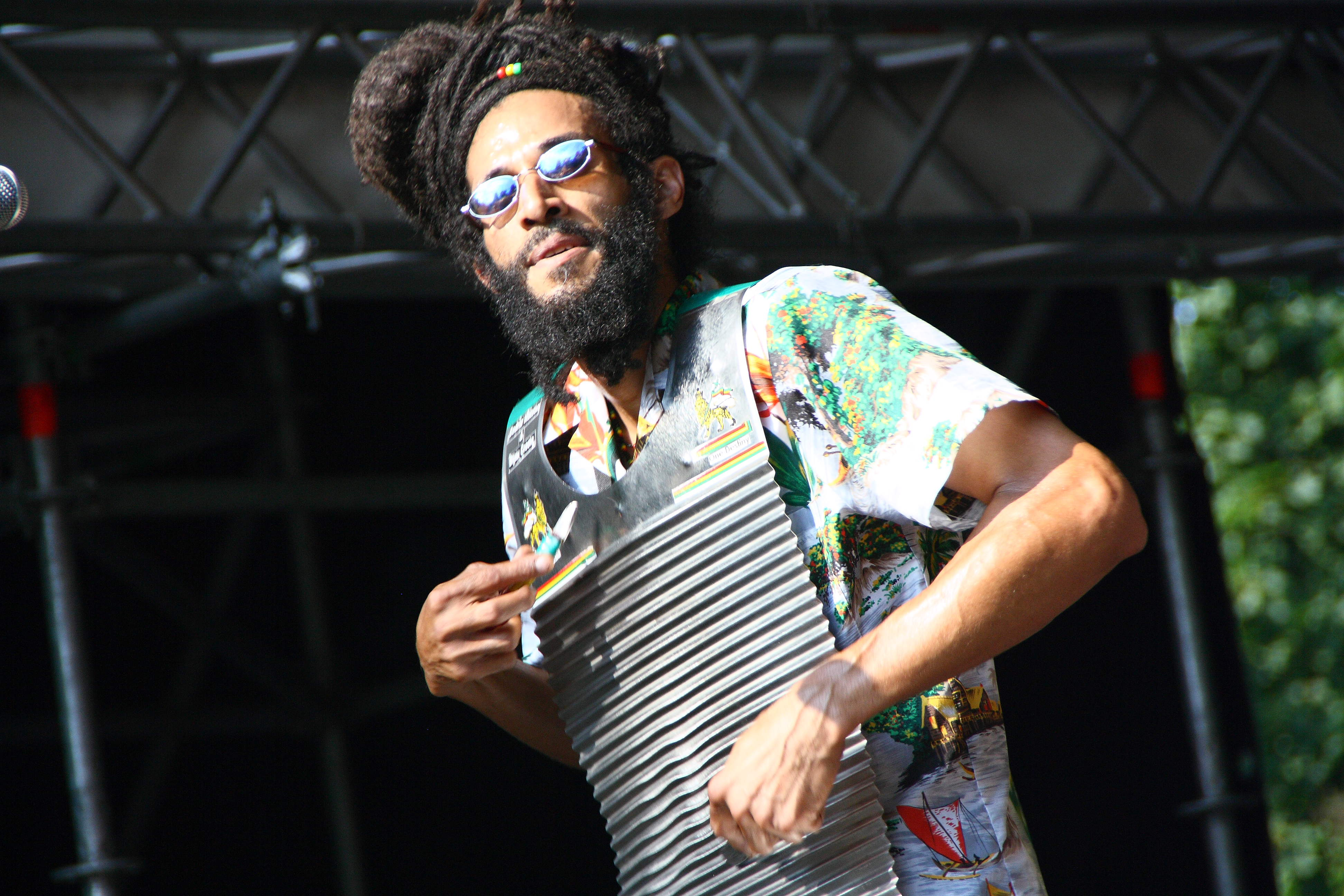
Zydeco Mike et son frottoir.